# 磁器口街道
磁器口街道，是中华人民共和国重庆市沙坪坝区下辖的一个街道办事处。

## 行政区划
磁器口街道下辖以下地区：
金碧社区、金蓉社区、凤凰山社区和磁建村社区。